# سیارک ۸۷۴۱
سیارک ۸۷۴۱ (به انگلیسی: 8741 Suzukisuzuko، نامگذاری:1998BR8) هشت هزار و هفتصد و چهل و یکمین سیارک کشف شده‌است که در ۲۵ ژانویه ۱۹۹۸ کشف شد.
قدر مطلق سیارک برابر ۳۳.۸ است.